# Cymopterus glaucus
Cymopterus glaucus är en flockblommig växtart som beskrevs av Thomas Nuttall. Cymopterus glaucus ingår i släktet Cymopterus och familjen flockblommiga växter. Inga underarter finns listade i Catalogue of Life.